# Josef Jáchym Vančura z Řehnic
(Jan) Josef Jáchym svobodný pán Vančura z Řehnic (Johann Joseph Joachim Freiherr Wanczura von Rzehnitz; 1692 – 6. února 1771 Praha) byl český šlechtic a vysoký zemský úředník. Vlastnil menší statky v západních Čechách a od mládí se uplatňoval ve státních úřadech, nakonec byl nejvyšším písařem Českého království (1751–1771).

## Životopis
Pocházel ze starého českého rodu Vančurů z Řehnic, narodil se jako mladší syn rady komorního soudu Leopolda Ladislava Vančury (†1707) a jeho manželky Marie Ludmily Hildprandtové z Ottenhausenu (1668–1737). Ta se podruhé provdala za Adama Fortunáta Koce z Dobrše a za své nezletilé syny z prvního manželství spravovala statek Dožice. Jan Josef Jáchym od mládí působil ve státních službách, stal se císařským radou a později přísedícím zemského soudu. Na počátky války o rakouské dědictví byl jmenován vrchním vojenským komisařem v Čechách (1740), poté zastával funkci purkrabího hradeckého kraje (1743–1748). Krátce byl nejvyšším zemským podkomořím (1748–1749) a svou kariéru završil v úřadu nejvyššího zemského písaře (1751–1771). V roce 1745 byl s ostatními příbuznými povýšen do stavu svobodných pánů a v roce 1748 získal dědičnou hodnost korouhevníka za rytířský stav. Funkci vojenského komisaře v Čechách zastával až do počátku sedmileté války a za tyto zásluhy obdržel nárok na oslovení Wohlgeboren (Urozený) (1758).
V roce 1723 koupil od staršího bratra statek Dožice a na zdejším zámku (tehdy ještě částečně dřevěném) pak trvale pobýval. V Dožicích financoval také vznik souboru barokních soch sv. Jana Nepomuckého, sv. Anny a sv. Antonína Paduánského. Statek Dožice prodal v roce 1746 řádu Maltézských rytířů za 50 000 zlatých a přesídlil na zámek Štěnovice. Vysokými úřady byl vázán také k častým pobytům v Praze, kde nakonec i zemřel.